# 1970 v dopravě
Tento článek obsahuje seznam událostí souvisejících s dopravou, které proběhly roku 1970.

## Události
- 12. února 1970

 Byla dána do provozu elektrizovaná ozubnicová železnice Štrba – Štrbské Pleso. Předtím byla provozována parní trakcí v letech 1896–1932.
- 2. března 1970

 Sloučením severoamerických železnic Great Northern Railway, Northern Pacific Railway, Chicago, Burlington and Quincy Railroad a Spokane, Portland and Seattle Railway vznikla železniční společnost Burlington Northern Railroad.
- 13. dubna 1970

 Byla zahájena trolejbusová doprava na smyčku Hrušov na ostravské trolejbusové síti.
- 30. října 1970

 Prezident Richard Nixon podepsal zákon Rail Passenger Service Act, na jehož základě vznikla společnost Amtrak, provozující dálkovou osobní železniční dopravu v USA.
- 11. prosince 1970

 Došlo k železničnímu neštěstí u Řikonína. Zahynulo více než 30 cestujících.

## Neznámé datum
Byl podepsán Clean Air Act, první zákon regulující výfukové plyny automobilů v USA.